# Igor Kneazki
Igor Kneazki (în rusă Игорь Князький; n. 9 martie 1951, Florești, RSS Moldovenească, URSS) este un istoric și profesor sovietic și rus, doctor în științe istorice (1998). Este „Lucrător onorific” al învățământului profesional superior din Federația Rusă și autor a peste 200 de lucrări științifice și cărți dedicate istoriei Imperiului Roman, Bizanțului și Rusiei.

## Biografie
S-a născut în orașul Florești din RSS Moldovenească (actualmente Republica Moldova). A absolvit Facultatea de Istorie a Universității de Stat din Moscova în 1976. Între anii 1976-1986 a lucrat în cadrul Academiei de Științe a URSS.
În anii 1988-2004 a predat la Institutul Pedagogic de Stat din Kolomna, în 2004-2013 la Universitatea de Stat Rusă pentru Comerț și Economie, iar din in 2013 până în prezent la Institutul Economic din Moscova. În anii 2001-2018 a fost expert al „Rosobrnadzor” în acreditarea universităților.